# Kryptonita (película)
Kryptonita es una película argentina de acción y drama de 2015 dirigida, adaptada, coproducida y coeditada por Nicanor Loreti. Está basada en la novela homónima de Leonardo Oyola. Es protagonizada por Juan Palomino, Pablo Rago, Lautaro Delgado, Diego Velázquez, Nicolás Vazquez y Diego Capusotto.
La trama parte de una idea al estilo Elseworlds (perteneciente a DC Comics), donde la nave de Kal-El/Superman no aterriza en Smallville, sino en Isidro Casanova, una localidad del partido de La Matanza, en Buenos Aires, Argentina. A partir de allí, Superman crece y se vuelve Nafta Super, un "superhéroe" de los barrios bajos y de los pobres, al igual que su banda delictiva, que también se convierte en una particular versión de la Liga de la Justicia.
Se tenía previsto lanzar el filme a principios de 2016, pero finalmente fue estrenado el 3 de diciembre de 2015. Luego del éxito del mismo, se anunció que la historia sería adaptada para su estreno como serie de televisión, y emitida a través del canal Space. La serie, Nafta Súper, se estrenó el 16 de noviembre de 2016 y consta de ocho capítulos.

## Sinopsis
El Tordo trabaja como médico “nochero” en el hospital Paroissien. Acostumbrado a trabajar varios días sin dormir cubriendo los turnos de otros médicos a cambio de dinero, su vida es gris y sin futuro aparente. Junto a Nilda, la enfermera de turno, una mujer de 50 creyente en Dios y las buenas costumbres, pasa sus días y noches manteniéndose despierto a fuerza de pastillas. Pero esta noche todo cambiará cuando una banda de coloridos personajes traigan malherido a un famoso delincuente de la zona, conocido como "El Nafta Súper", y junto con ellos a "la bonaerense", que busca acabar con el grupo.

## Reparto
- Juan Palomino como Nafta Super (Superman)
- Pablo Rago como El Federico (Batman)
- Lautaro Delgado como Lady Di (La Mujer Maravilla/Diana Prince)
- Diego Velázquez como Doctor González/El Tordo
- Nicolás Vázquez como Faisán (Green Lantern)
- Diego Capusotto como Corona (Joker/El Guasón)
- Diego Cremonesi como Ráfaga (The Flash)
- Susana Varela como Enfermera Nilda
- Sofía Palomino como Cuñatai Güirá (Chica Halcón)
- Carca como Juan Raro (Detective Marciano/J'onn J'onzz)
- Pablo Pinto como Oficial Cabeza de Tortuga (Doomsday)
- Sebastián De Caro como Oficial Ranni (James Gordon)
- Luis Ziembrowski como Ventura
- Gabriel Schultz como Oficial Olfa (Harvey Bullock)
- Agustín Furio como Fede niño (Bruce Wayne)
- Edgardo Castro como Doctor Ugalde
- Vic Cicuta como Hijo del Pelado
- Fabián Forte como	Enfermero
- Nicolás Galvagno como El Orejón
- Tamae Garateguy como Madre de Federico
- Mariana Glatsman como	Agustina
- Esteban Lamothe como	Cuchillero 2

## Recepción

### Crítica
Según el sitio web Todas las críticas Kryptonita recibió mayormente reseñas positivas, y allí obtiene un promedio de aprobación de 76%. Algunos críticos nombraron el filme como "el nuevo cine argentino". Diego Battle, crítico del diario La Nación y creador del sitio web "Otroscines.com" la consideró una "transposición bastante fiel (y con no pocos logros) de la novela de culto de Leonardo Oyola, quien estuvo ligado muy de cerca a la producción".

### Taquilla
La película fue distribuida por Energía Cine, estrenándose en 115 cines. En su primer fin de semana obtuvo 36.129 espectadores, colocándose en el tercer puesto del top 10 de las películas más vistas de ese fin de semana, siendo la película nacional más exitosa de esa semana. En sus dos semanas en las pantallas grandes, recaudó $3,9 millones de pesos. En un recuento posterior, el filme obtuvo 113.840 espectadores y recaudó 7.6 millones de pesos.

### Home Video
SBP Worldwide editó el DVD de la película, estrenándose el miércoles 13 de julio de 2016. El DVD incluye audio español 5.1 y subtítulos en inglés con región 4. Como extra solo incluye el tráiler oficial de la película, aunque en la contratapa no aparece.

## Premios y nominaciones

### Participación en festivales de cine
La película hizo previo estreno a principios de noviembre de 2015 en el Festival Internacional de Cine de Mar del Plata.

### Premios Cóndor de Plata
La 64° edición de los Premios Cóndor de Plata se llevó a cabo en junio de 2016.
| Año  | Categoría                          | Nominado                        | Resultado |
| ---- | ---------------------------------- | ------------------------------- | --------- |
| 2016 | Mejor Actor de Reparto             | Diego Cremonesi                 | Nominada  |
| 2016 | Mejor Actor de Reparto             | Lautaro Delgado                 | Ganadora  |
| 2016 | Mejor Actriz de Reparto            | Susana Varela                   | Nominada  |
| 2016 | Mejor Guion Adaptado               | Nicanor Loreti Camilo De Cabo   | Nominada  |
| 2016 | Mejor montaje                      | Nicanor Loreti Francisco Freixá | Nominada  |
| 2016 | Mejor vestuario                    | Laura Cacherosky                | Nominada  |
| 2016 | Mejor sonido                       | Sebastián González              | Nominada  |
| 2016 | Mejor Maquillaje y Caracterización | Rebeca Martínez                 | Nominada  |